# (2531) Cambridge
(2531) Cambridge est un astéroïde de la ceinture principale.

## Description
(2531) Cambridge est un astéroïde de la ceinture principale. Il fut découvert le 11 juin 1980 à la station Anderson Mesa par Edward L. G. Bowell. Il présente une orbite caractérisée par un demi-grand axe de 3,01 UA, une excentricité de 0,06 et une inclinaison de 11,0° par rapport à l'écliptique.

## Compléments